# Robertgurneya diversa
Robertgurneya diversa är en kräftdjursart som beskrevs av Lang 1965. Robertgurneya diversa ingår i släktet Robertgurneya och familjen Diosaccidae. Inga underarter finns listade i Catalogue of Life.